# 1932-es magyar birkózóbajnokság
Az 1932-es magyar birkózóbajnokság a huszonhatodik magyar bajnokság volt. A kötöttfogású bajnokságot június 12-én rendezték meg Budapesten, a Műegyetemen, a szabadfogású bajnokságot pedig október 22. és 23. között Budapesten, a Beketow Cirkuszban.

## Eredmények

### Férfi kötöttfogás
| Versenyszám   | Arany                          | Arany | Ezüst                          | Ezüst | Bronz                          | Bronz |
| ------------- | ------------------------------ | ----- | ------------------------------ | ----- | ------------------------------ | ----- |
| Légsúly       | Szekfü László Kaposvári Turul  |       | Zombori Ödön MAC               |       | Aranyi Lajos Rozsnyói AC       |       |
| Pehelysúly    | Fehér Jenő Ferencvárosi TC     |       | Koltai László BVSC             |       | Gárdos József Újpesti TE       |       |
| Könnyűsúly    | Kárpáti Károly Újpesti TE      |       | Beke Imre Újpesti TE           |       | Tasnádi József MAC             |       |
| Kisközépsúly  | Finyák Sándor Újpesti TE       |       | Kamarás József Herminamezei AC |       | Csiszár Nándor Ferencvárosi TC |       |
| Nagyközépsúly | Tunyogi József Ferencvárosi TC |       | Ferenczy Rudolf Kispesti AC    |       | Maróti János Törekvés SE       |       |
| Kisnehézsúly  | Tarányi József Munkás TE       |       | Pethő József Herminamezei AC   |       | Vitkay László Újpesti TE       |       |
| Nehézsúly     | Varga József BSzKRt SE         |       | Sárdi János Herminamezei AC    |       | Barbarics Béla BVSC            |       |

### Férfi szabadfogás
| Versenyszám   | Arany                    | Arany | Ezüst                    | Ezüst | Bronz                         | Bronz |
| ------------- | ------------------------ | ----- | ------------------------ | ----- | ----------------------------- | ----- |
| Légsúly       | Aranyi Lajos Munkás TE   |       | Lőrincz Márton MAC       |       | Tenkei Béla Herminamezei AC   |       |
| Pehelysúly    | Tóth Ferenc Újpesti TE   |       | Ferencz Károly MTK       |       | Széll Dezső Herminamezei AC   |       |
| Könnyűsúly    | Tasnády József MAC       |       | Beke Imre Újpesti TE     |       | Imrédi Béla Ferencvárosi TC   |       |
| Kisközépsúly  | Próka Gyula Újpesti TE   |       | Finyák Sándor Újpesti TE |       | Rétháti Ödön Munkás TE        |       |
| Nagyközépsúly | Maróti János Törekvés SE |       | Hegedüs Béla BVSC        |       | Péterfi Péter Ferencvárosi TC |       |
| Kisnehézsúly  | Barbarits Béla BVSC      |       | Tarányi József Munkás TE |       | Bóbis Gyula BVSC              |       |
| Nehézsúly     | Varga József BSzKRt SE   |       | Horling Lajos Újpesti TE |       | Adorján László BSE            |       |